# Katolické noviny
Katolické noviny byly v letech 1948 až 1989 prakticky jediným oficiálním periodikem (vycházely týdně) katolické církve na území dnešní České republiky. Začaly být vydávány po zákazu dosavadních katolických časopisů v souvislosti se založením tzv. Katolické akce a po celou dobu své existence zůstaly více či méně pod vlivem tehdejšího režimu; z toho důvodu jim bylo odňato církevní imprimatur. Po sametové revoluci je nahradil Katolický týdeník.